# Paul Rotenburger
Paul Rotenburger (Rottenburger) (* 28. November 1598 in Salzburg; † 2. Oktober 1661 ebenda) arbeitete im Erzstift Salzburg und Kärnten als Orgelbauer.  1653–1661 war er Hoforgelmacher im Erzstift Salzburg.

## Leben
Paul Rotenburger erlernte den Beruf des Orgelbauers bei seinem Vater Leopold. Als dieser in Innsbruck mit mehreren Aufträgen betraut war, arbeitete Paul mit seinem Bruder Mathias bereits eigenverantwortlich. Im Jahre 1630 war Paul in Klagenfurt ansässig, er hatte offenbar gleichzeitig wie sein Bruder Salzburg verlassen. Am 15. Oktober 1643 erwarb Paul Rotenburger das „Rottenburger Hauß“, Linzergasse 27, von seinem Vater, der daraufhin vermutlich in ein anderes Haus in der Linzergasse zog. Am 2. Oktober 1661 starb Paul Rotenburger im Alter von 63 Jahren, wonach sein Bruder die Werkstätte bis 1668 übernahm.

## Werkliste (Auswahl)
Die Tabelle führt einige seiner Neubauten und Reparaturen auf.
| Jahr    | Ort                                                     | Gebäude                               | Bild | Manuale | Register | Bemerkungen |
| ------- | ------------------------------------------------------- | ------------------------------------- | ---- | ------- | -------- | --- |
| 1627    | Mariapfarr                                              | Wallfahrtsbasilika Mariapfarr         |      |         |          | Neues Positiv |
| 1631    | Arnoldstein                                             | Stift Arnoldstein                     |      |         |          | |
| 1638    | St Leonhard im Lavanttal / Šentlenart v Labotski dolini | Pfarrkirche St. Leonhard im Lavanttal |      |         |          | Das Instrument wurde von dem Wolfsberger Maler Thomas Schludmann gefasst. |
| 1639    | Bled (Veldes)                                           | Marienkirche auf dem Bleder See       |      |         |          | Gehäuse und einzelne Register erhalten |
| 1647    | Sankt Lambrecht                                         | Stiftskirche                          |      |         |          | Er wurde verpflichtet, die neue Orgel, als Pendant zur bereits bestehenden Orgel, in form und größ wir die alte herzustellen; danach wurden beide Instrumente reichlich vergoldet. |
| 1649    | Salzburg                                                | Blasiuskirche                         |      |         |          | Neubau |
| 1649    | Salzburg                                                | Sebastianskirche                      |      |         |          | Neues Positiv |
| 1650    | Weildorf                                                | Pfarrkirche                           |      |         |          | Neues Positiv |
| 1651    | Straßwalchen                                            | Pfarrkirche Straßwalchen              |      |         |          | „Einrichtung der Orgel“ |
| 1652    | Irrsdorf                                                | Filialkirche Irrsdorf                 |      |         |          | Reparatur des Positivs |
| 1652    | Laufen (Salzach)                                        | Stiftskirche Laufen                   |      |         |          | Neubau. An diesem Instrument waren anscheinend Mutter (Margareta Magdalena) und Vater (Friedrich) von Johann Michael Rottmayr Organisten. |
| 1653    | Tittmoning                                              | Pfarrkirche                           |      |         |          | Reparatur |
| 1653–55 | Bad Reichenhall                                         | St. Zeno                              |      |         |          | „Lieferung einer Orgel“ |
| 1656    | Meran                                                   | Pfarrkirche                           |      |         |          | Regal |
| 1658    | Werfen                                                  | Pfarrkirche Werfen                    |      | I       | 5        | Neubau mit einem Tremulanten |
| 1658    | Salzburg                                                | Sebastianskirche                      |      |         |          | Reparatur des Positivs |
| 1660    | Berchtesgaden                                           | Andreaskirche                         |      | I       | 5        | Neubau mit einem Tremulanten. Das leere Gehäuse einer Chororgel, die sich bis zu dessen Abtragung in den 1950/60er-Jahren im Presbyterium der Kirche befand, ist mutmaßlich der Rest dieses Baus. Das Orgelgehäuse erinnert durch die „Über-Eck-Lösung“ an die vier alten Vierungsorgeln im Salzburger Dom, von denen die ersten beiden 1628 von Leopold Rotenburger angefertigt worden waren. |
| 1661    | Stuhlfelden                                             | Pfarrkirche Stuhlfelden               |      |         |          | Neubau |